# Étienne Plateau
Étienne Plateau, né le 14 mars 1986 à Caen en France, est un joueur français de basket-ball. Il évolue aux postes de meneur et d'arrière.

## Clubs successifs
- 2004-2006 :  Dijon (Espoirs et Pro A)
- 2006-2007 :  Mulhouse (Pro B)
- 2007-2009 :  Nanterre (Pro B)
- 2009-2011 :  Boulogne-sur-mer (NM1 puis Pro B)
- 2011-2012 :  Châlons Reims (Pro B)
- 2012-2014 :  Quimper (NM1)
- 2014-2017 :  Caen (NM2 puis NM1)
- 2017-2020 :  Aurore de Vitré (NM2 puis NM1)
- Depuis 2020 :  Laval (NM2)

## Palmarès

### En club
- Champion de NM2 en 2015 avec Caen et en 2018 avec Vitré.
- Champion de NM1 en 2017 avec Caen.

### Sélection nationale
- 3e du championnat d'Europe -18 ans (2004)

### Distinctions personnelles
- MVP du Final Four de Nationale 1 en 2010.